# Park Ridge (New Jersey)
Pour les articles homonymes, voir Park Ridge.
Park Ridge est un borough dans le comté de Bergen dans le New Jersey, aux États-Unis. Park Ridge avait une population de 8 645 habitants selon le recensement de 2010. 

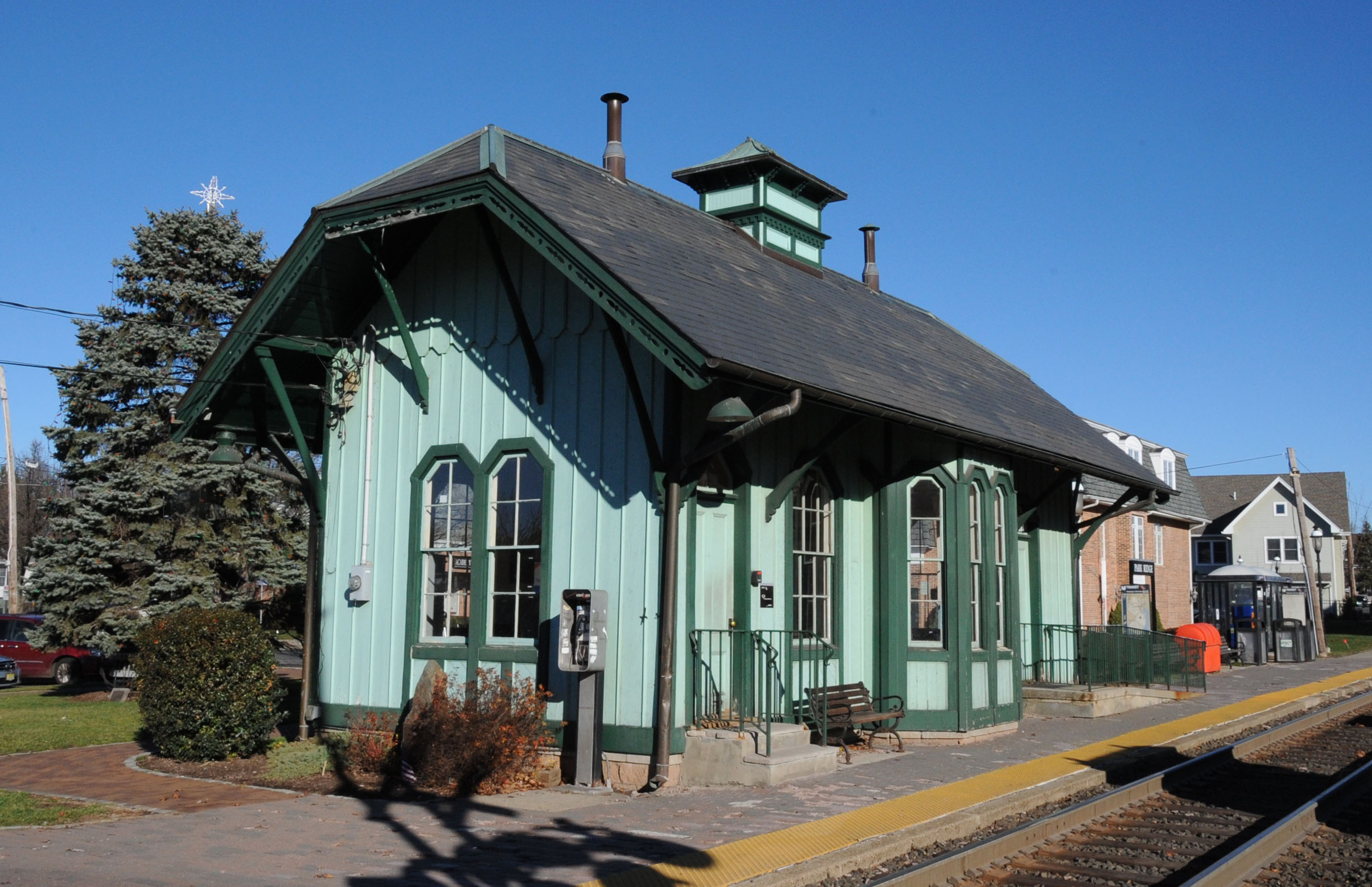
Gare de Park Ridge